# Dryf genetyczny

Model dryfu genetycznego

Dryf genetyczny, dryft alleli, zjawisko Wrighta – proces polegający na fluktuacji częstości występowania danego allelu w populacji, nie wynikający z mutacji, migracji ani z doboru naturalnego. Twórcą pojęcia jest Sewall Wright, który je sformułował w 1921 roku.
Dryf genetyczny jest czynnikiem ewolucyjnym pozbawionym charakteru przystosowawczego. Szybkość eliminacji oraz szybkość fiksacji allelu w populacji zależy od jej efektywnej wielkości. Im mniejsza populacja, tym szybciej allel ulegnie eliminacji bądź zdominuje populację. Dlatego efekt dryfu genetycznego jest łatwiej obserwowalny w małych, izolowanych populacjach. Przypadkowa eliminacja bądź dominacja alleli jest też przyczyną zwiększenia homozygotyczności i zmniejszenia różnorodności populacji. W skrajnych przypadkach prowadzi do zwiększenia wsobności, co jest powodem recesji genetycznej. Przeciwdziała temu mechanizm mutacji.
W szczególnych przypadkach gdy w dryfie genetycznym wystąpi efekt założyciela, może dojść do powstawania nowych gatunków.
Odkrywcą neutralnej ewolucji i dryfu genetycznego był japoński naukowiec Motoo Kimura.

## Wyjaśnienie powstawania
W celu ilustracji można posłużyć się przykładem rzutów monetą – podczas prób orzeł i reszka wypadają z jednakowym prawdopodobieństwem. Jednak wykonanie tylko kilku rzutów z rzędu nie spowoduje, że liczba orłów będzie równa liczbie reszek. Te liczby będą się do siebie zbliżały dla większej liczby prób. Jako przykład można podać fakt, że dziesięć rzutów z rzędu spowoduje wylosowanie 70% orłów raz na około 6 prób. Jednakże wylosowanie 70% orłów w stu rzutach jest możliwe tylko raz na 25000 razy.
Podobnie, w rozmnażającej się populacji, jeśli allel występuje z częstością p, to rachunek prawdopodobieństwa informuje, że w kolejnej generacji część p populacji odziedziczy ten szczególny allel. Jednakże, jak w przykładzie z monetą, występowanie alleli w prawdziwej populacji nie jest rozkładem dyktowanym przez prawdopodobieństwo, a raczej próbą losową podlegającą podobnym wahaniom statystycznym.
Kiedy allele nie różnią się ze względu na swą zdatność do przetrwania (tj. nie wchodzi w grę dobór naturalny), to średnia liczba nosicieli allelu w generacji jest proporcjonalna do tej liczby w generacji poprzedniej. Jednak średnia nigdy nie jest osiągana, gdyż generacja poprzednia jest rodzicem tylko jednej generacji. Tym samym nie ma szans na statystyczne „wyrównanie” ewentualnych rozbieżności. Stąd częstość występowania allelu u potomków (p1) jest zwykle nieco inna niż u rodziców. Mówi się, że częstość alleli dryfuje. Należy zauważyć, że częstość występowania alleli w kolejnych generacjach będzie teraz oparta na p1.
Jak w przykładzie z monetą, liczebność populacji znacząco wpływa na dryf. Kiedy populacja jest mała, dryf będzie większy.
Dodatkowym czynnikiem wpływającym na dryf są zdarzenia losowe (np. przypadkowe wyginięcie części populacji). Podobnie jak w poprzednim przypadku, gdy populacja jest duża, takie zdarzenie będzie miało mniejszy efekt.